# Kristina Shtegman
Kristina Cintya Johanna Shtegman, född 3 september 1972, är en svensk organist.

## Biografi
Shtegman är utbildad till klassisk pianist i Moskva och Sankt-Petersburg, elev där till bland annat Victor Merzhanov. Hon avlade organistexamen vid Kungliga Musikhögskolan i Stockholm. Hon flyttade till Sverige 2003. 
Hon har haft Gunnar Idenstam som orgellärare.

## Cd-skivor
- 2016- Friddjavuohtta/Freedom (tillsammans med Yana Mangi - sång/jojk, Tobbe Broström - slagverk)

### Orgelverk
- Jerusalem (2014, Norbergs Musikförlag 3856)
- Hymn from the Dark Side (2014, Norbergs Musikförlag 3857)
- Musik med samiska förtecken - Stilla (2016, Norbergs Musikförlag 3880)
  - Goahtoeanan (Mitt hemland)
  - Biegga (Till vinden)
  - Sulle Lulle
  - Mu siida almmiriikkas lea (Min boning är i himmelen)